# کلمبیا (ایلینوی)
کلمبیا، ایلینوی (به انگلیسی: Columbia, Illinois) یک شهر در ایالات متحده آمریکا با جمعیت ۹٬۷۰۷ نفر است که در ایلی‌نوی واقع شده‌است.

## تاریخچه
کلمبیا برای اولین بار در سال 1859 به عنوان یک شهرک کشاورزی کوچک ثبت شد ، اما 12000 سال توسط فرهنگ های مختلف بومی آمریکا اشغال شده بود. اولین گروهی که مهاجران اروپایی با آن روبرو شدند اعضای کنفدراسیون ایلینوی بودند ، اگرچه آنها تنها چند قرن پیش از منطقه دریاچه های بزرگ به منطقه نقل مکان کرده بودند.

## موقعیت جغرافیایی
موقعیت جغرافیایی شهرها و مناطق اطراف به شرح زیر است:

## حمل و نقل

### بزرگراه ها
برای رسیدن به مکان های دیگر شهرها و شهرها ، کلمبیایی ها بیشتر به چهار بزرگراه نزدیک متکی هستند. جاده ایلینوی 3 تنها بزرگراه ای است که از شهر عبور می کند. این شهر کلمبیا را با دوپو و کاهوکیا در شمال غربی و واترلو و رد باد از جنوب شرقی متصل می کند. جاده ایلینوی 158 پایانه غربی خود را درست در جنوب شهر در کنار جاده 3 دارد و کلمبیا را با میلشتات متصل می کند.
بزرگراه بین المللی 255 و جاده 50 ایالات متحده در سنت لوئیس همپوشانی دارند و از پل جفرسون باراک به کلمبیا ادامه می دهند ، جایی که آنها دوباره با جاده 3 در منطقه ای در شمال شهر همپوشانی دارند.

### فرودگاه
یک فرودگاه کوچک به نام Sackman Field در لبه غربی شهر وجود دارد که به نام مدیر موسیقی سابق مدارس کلمبیا ، Uhl Sackman نامگذاری شده است.

### حمل و نقل عمومی
یک سرویس اتوبوس عمومی که توسط متروبوس ارائه می شود ، صبح و عصر به کلمبیا و واترلو می رسد و مردم را به ایستگاه مترولینک در شرق سنت لوئیس منتقل می کند.